# بشير التابعي
بشير التابعي هو لاعب مصري سابق، كان قائد دفاع نادي الزمالك أكثر من خمسة أعوام وشارك مع نادي الزمالك في الفوز بالعديد من البطولات، ولولا الظروف التي مر بها في حياته سواء على المستوى الشخصي أو الرياضي لكان بشير التابعي أفضل مدافع في إفريقيا آن ذاك، وتعد النقطة السوداء الوحيدة في حياته عندما جاء حسن شحاتة وقام باختيار التابعي في تشكيلة المنتخب وكان التابعي احتياطيًّا ولكن رفض التابعي ذلك الأمر وكان يريد أن يلعب أساسيًّا فكان لحسن شحاتة رأي آخر حيث قال أنه في فترة تدريبه للمنتخب لن يلعب التابعي مع المنتخب.

## روابط خارجية
- بشير التابعي على موقع اتحاد تركيا (لاعب) (الإنجليزية)
- بشير التابعي على موقع ناشيونال فوتبول تيمز (الإنجليزية)
- بشير التابعي على موقع Soccerway.com (الإنجليزية)
- بشير التابعي على موقع كووورة